# 人気
人気（にんき）
- 一般的な意味としては、世間からの受けのこと。
- 公営競技において、その競走対象に関連する投票券の売上額の相対的な多寡（多少）のこと。以下に記述する。

人気（じんき、ひとけ）
- 人がいる気配のこと。

競馬や競輪、オートレースなどの公営競技などにおいて人気（にんき）とは、その競走（レース）におけるその競走対象に関連する投票券の売上額の相対的な多寡のことをいう（この場合における投票券とは通常、単勝式のものを指す）。
売上額が多いことを人気が高い、少ないことを人気が低い（低人気）と表現する。また、そのレースに出走する競走対象の中でn番目に人気があることを「n番人気」と表現する。
オッズが下がったものは、人気が集中するという。競馬では単勝支持率が発表される（売上・オッズ・控除率から計算）こともある。
ブックメーカーがそのレースを賭けの対象とする場合、ブックメーカーのつけた倍率が人気とされる場合もある。